# Demonax vethi
Demonax vethi är en skalbaggsart. Demonax vethi ingår i släktet Demonax och familjen långhorningar.

## Underarter
Arten delas in i följande underarter:
- D. v. impunctatus
- D. v. vethi